# Trinity Laban Conservatoire of Music and Dance

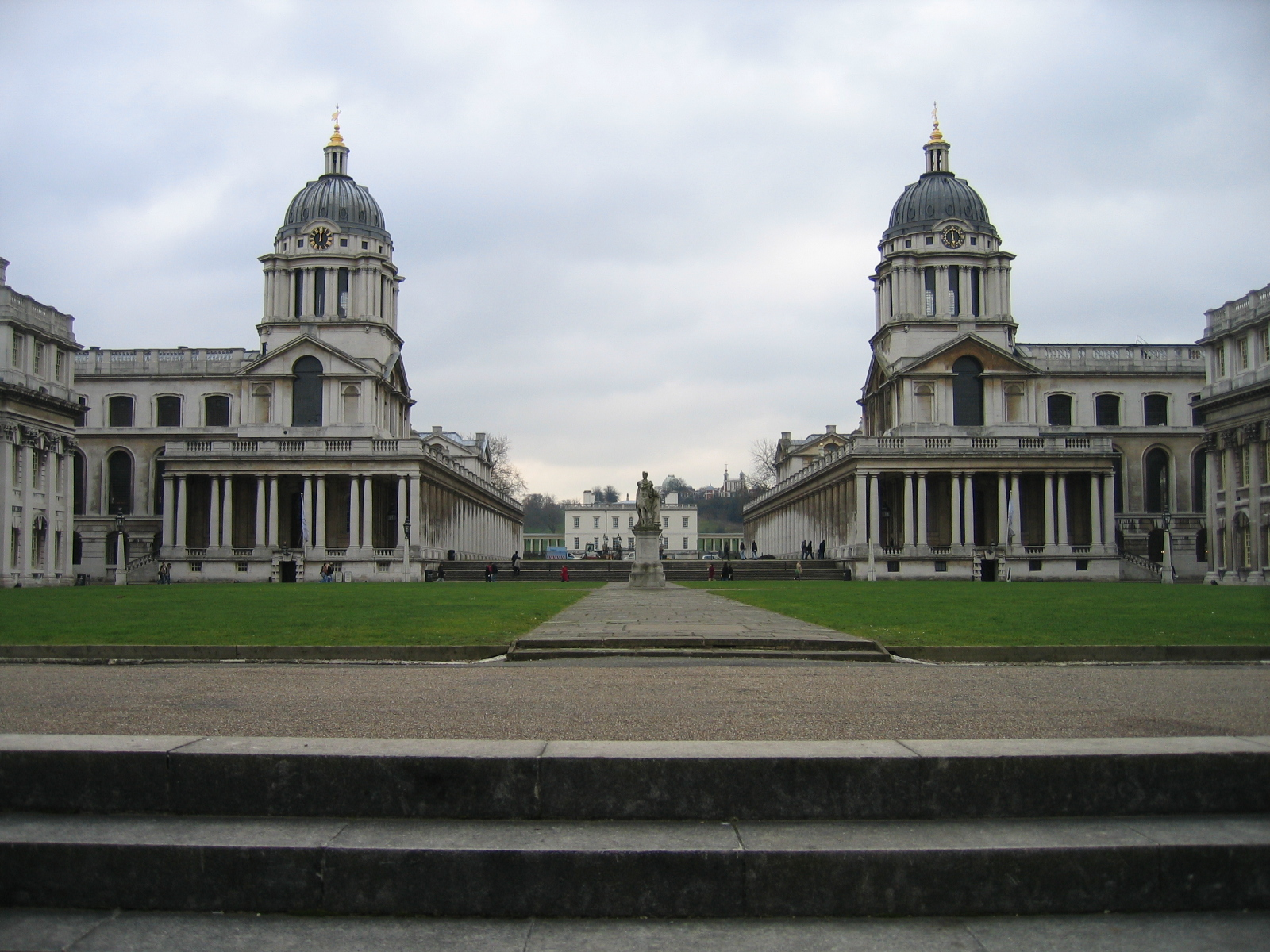
Trinity College of Music, vanaf de Theems

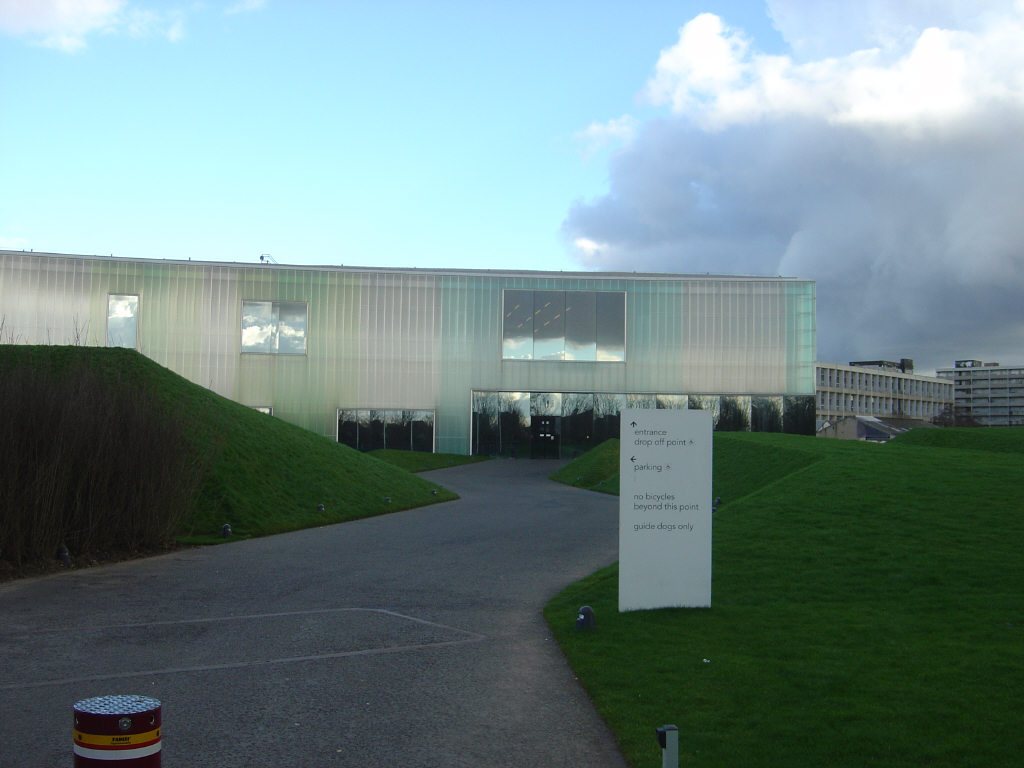
Het Laban Dance Centre in Deptford uit 2002

Het Trinity Laban Conservatoire of Music and Dance is een conservatorium en dansopleiding in Londen, Engeland. De opleiding met circa 1000 studenten ontstond in 2005 uit een fusie tussen het Trinity College of Music en het Laban Dance Centre.

## Geschiedenis
Trinity College of Music, kortweg Trinity College, werd opgericht in Londen in 1872 door Henry George Bonavia Hunt, met als voornaamste doel om de opleiding tot kerkmusicus te verbeteren. Aanvankelijk werden uitsluitend mannelijke studenten toegelaten, die lid van de Anglicaanse Kerk moesten zijn. In de loop der jaren ontwikkelde dit instituut zich tot een van de vooraanstaande conservatoria in het Verenigd Koninkrijk, waar ook vrouwelijke studenten welkom zijn.
Het Laban Dance Centre was oorspronkelijk gevestigd in Manchester, maar verhuisde in 1975 naar New Cross, Londen. In 2002 verhuisde de opleiding naar Deptford, eveneens in Londen. In 2005 fuseerde de opleiding met Trinity College.

## Tegenwoordig
Het conservatorium is tegenwoordig een internationale instelling voor muziekonderwijs met een gecertificeerde en gediplomeerde dirigentenopleiding. Trinity Laban Conservatoire of Music and Dance biedt tevens onderwijs op het gebied van theater, drama en dans.
De huidige decaan (principal) van het conservatorium is Derek Aviss. Beschermheer is prins Edward.

## Huisvesting
Het Trinity College of Music is sinds 2000 ondergebracht in het voormalige Greenwich Hospital, dat gelegen is aan het door de architect Christopher Wren gebouwde King Charles Court in het Old Royal Naval College aan de oever van de Theems in Greenwich. Naast het hoofdgebouw is er ook nog een recital- en concertzaal in het nabijgelegen Blackheath Village. Van belang is verder de Jerwood Library of the Performing Arts, de bibliotheek van het conservatorium.
De Laban dansopleiding is sinds 2002 gehuisvest in een door Herzog & de Meuron (in samenwerking met beeldend kunstenaar Michael Craig-Martin) ontworpen gebouw in Deptford, dat in 2003 de Stirling Prize, een belangrijke architectuurprijs, won.

## Studierichtingen
Er zijn de volgende studies mogelijk:

- Gemeenschappelijke projecten
- Muziektherapie
- Musicologie
- Muziek Business
- Muziek Uitgever
- Instrumenten opleiding (klassiek en jazz)
- Muziek Psychologie
- Lerarenopleiding
- Uitvoeringspraktijk
- Stilistische studies